# Alex Moussounda
Alex Yowan Kevin Moucketou Moussounda (Libreville, 10 ottobre 2000) è un calciatore gabonese, difensore dell'Arīs Limassol e della nazionale gabonese.

## Carriera

### Club
Dopo aver giocato per alcune stagioni in patria in prima divisione con Mangasport ed AS Bouenguidi, nell'estate del 2021 si trasferisce all'Arīs Limassol, club della prima divisione cipriota.

### Nazionale
L'11 ottobre 2021 ha esordito con la nazionale gabonese giocando l'incontro vinto 2-0 contro l'Angola, valido per le qualificazioni al campionato mondiale di calcio 2022; successivamente ha partecipato alla Coppa delle nazioni africane 2021.

## Statistiche

### Presenze e reti nei club
Statistiche aggiornate al 4 giugno 2022.
| Stagione        | Squadra         | Campionato      | Campionato | Campionato | Coppe nazionali | Coppe nazionali | Coppe nazionali | Coppe continentali | Coppe continentali | Coppe continentali | Altre coppe | Altre coppe | Altre coppe | Totale | Totale |
| Stagione        | Squadra         | Comp            | Pres       | Reti       | Comp            | Pres            | Reti            | Comp               | Pres               | Reti               | Comp        | Pres        | Reti        | Pres   | Reti   |
| --------------- | --------------- | --------------- | ---------- | ---------- | --------------- | --------------- | --------------- | ------------------ | ------------------ | ------------------ | ----------- | ----------- | ----------- | ------ | ------ |
| 2021-2022       | Arīs Limassol   | A               | 7+4        | 0          | CC              | 0               | 0               |                    | -                  | -                  |             | -           | -           | 11     | 0      |
| Totale carriera | Totale carriera | Totale carriera | 11         | 0          |                 | 0               | 0               |                    | -                  | -                  |             | -           | -           | 11     | 0      |

### Cronologia presenze e reti in nazionale
| Cronologia completa delle presenze e delle reti in nazionale ― Gabon | Cronologia completa delle presenze e delle reti in nazionale ― Gabon | Cronologia completa delle presenze e delle reti in nazionale ― Gabon | Cronologia completa delle presenze e delle reti in nazionale ― Gabon | Cronologia completa delle presenze e delle reti in nazionale ― Gabon | Cronologia completa delle presenze e delle reti in nazionale ― Gabon | Cronologia completa delle presenze e delle reti in nazionale ― Gabon | Cronologia completa delle presenze e delle reti in nazionale ― Gabon |
| Data                                                                 | Città                                                                | In casa                                                              | Risultato                                                            | Ospiti                                                               | Competizione                                                         | Reti                                                                 | Note                                                                 |
| -------------------------------------------------------------------- | -------------------------------------------------------------------- | -------------------------------------------------------------------- | -------------------------------------------------------------------- | -------------------------------------------------------------------- | -------------------------------------------------------------------- | -------------------------------------------------------------------- | -------------------------------------------------------------------- |
| 11-10-2021                                                           | Franceville                                                          | Gabon                                                                | 2 – 0                                                                | Angola                                                               | Qual. Mondiali 2022                                                  | 1                                                                    | 59’                                                                  |
| 12-11-2021                                                           | Franceville                                                          | Gabon                                                                | 1 – 0                                                                | Libia                                                                | Qual. Mondiali 2022                                                  | -                                                                    | 68’                                                                  |
| 16-11-2021                                                           | Borg El Arab                                                         | Egitto                                                               | 2 – 1                                                                | Gabon                                                                | Qual. Mondiali 2022                                                  | -                                                                    | 61’                                                                  |
| 2-1-2022                                                             | Dubai                                                                | Burkina Faso                                                         | 3 – 0                                                                | Gabon                                                                | Amichevole                                                           | -                                                                    | 44’                                                                  |
| 4-1-2022                                                             | Dubai                                                                | Mauritania                                                           | 1 – 1                                                                | Gabon                                                                | Amichevole                                                           | -                                                                    | ?’                                                                   |
| 14-1-2022                                                            | Yaoundé                                                              | Gabon                                                                | 1 – 1                                                                | Ghana                                                                | Coppa d'Africa 2021 - 1º turno                                       | -                                                                    | 76’                                                                  |
| 18-1-2022                                                            | Yaoundé                                                              | Gabon                                                                | 2 – 2                                                                | Marocco                                                              | Coppa d'Africa 2021 - 1º turno                                       | -                                                                    | 64’                                                                  |
| 23-1-2022                                                            | Limbe                                                                | Burkina Faso                                                         | 1 – 1 dts (7 - 6 dtr)                                                | Gabon                                                                | Coppa d'Africa 2021 - Ottavi di finale                               | -                                                                    | 46’                                                                  |
| 4-6-2022                                                             | Kinshasa                                                             | RD del Congo                                                         | 0 – 1                                                                | Gabon                                                                | Qual. Coppa d'Africa 2023                                            | -                                                                    |                                                                      |
| 17-11-2022                                                           | Adalia                                                               | Gabon                                                                | 3 – 1                                                                | Guinea-Bissau                                                        | Amichevole                                                           | -                                                                    |                                                                      |
| 23-3-2023                                                            | Franceville                                                          | Gabon                                                                | 1 – 0                                                                | Sudan                                                                | Qual. Coppa d'Africa 2023                                            | -                                                                    | 56’                                                                  |
| 27-3-2023                                                            | Omdurman                                                             | Sudan                                                                | 1 – 0                                                                | Gabon                                                                | Qual. Coppa d'Africa 2023                                            | -                                                                    | 74’                                                                  |
| 9-9-2023                                                             | Nouakchott                                                           | Mauritania                                                           | 2 – 1                                                                | Gabon                                                                | Qual. Coppa d'Africa 2023                                            | -                                                                    | 71’                                                                  |
| 16-11-2023                                                           | Franceville                                                          | Gabon                                                                | 2 – 1                                                                | Kenya                                                                | Qual. Mondiali 2026                                                  | -                                                                    | 68’                                                                  |
| 19-11-2023                                                           | Dar-es-Salaam                                                        | Burundi                                                              | 1 – 2                                                                | Gabon                                                                | Qual. Mondiali 2026                                                  | -                                                                    | 73’ 85’                                                              |
| 22-3-2024                                                            | Amiens                                                               | Senegal                                                              | 3 – 0                                                                | Gabon                                                                | Amichevole                                                           | -                                                                    | 64’                                                                  |
| 25-3-2024                                                            | Chambly                                                              | Gabon                                                                | 1 – 1                                                                | Rep. del Congo                                                       | Amichevole                                                           | -                                                                    | 45+2’ 76’                                                            |
| 7-6-2024                                                             | Korhogo                                                              | Costa d'Avorio                                                       | 1 – 0                                                                | Gabon                                                                | Qual. Mondiali 2026                                                  | -                                                                    |                                                                      |
| 11-6-2024                                                            | Franceville                                                          | Gabon                                                                | 3 – 2                                                                | Gambia                                                               | Qual. Mondiali 2026                                                  | -                                                                    |                                                                      |
| 6-9-2024                                                             | Agadir                                                               | Marocco                                                              | 4 – 1                                                                | Gabon                                                                | Qual. Coppa d'Africa 2025                                            | -                                                                    |                                                                      |
| 10-9-2024                                                            | Franceville                                                          | Gabon                                                                | 2 – 0                                                                | Rep. Centrafricana                                                   | Qual. Coppa d'Africa 2025                                            | -                                                                    |                                                                      |
| 11-10-2024                                                           | Libreville                                                           | Gabon                                                                | 0 – 0                                                                | Lesotho                                                              | Qual. Coppa d'Africa 2025                                            | -                                                                    |                                                                      |
| 15-10-2024                                                           | Durban                                                               | Lesotho                                                              | 0 – 2                                                                | Gabon                                                                | Qual. Coppa d'Africa 2025                                            | -                                                                    |                                                                      |
| 15-11-2024                                                           | Franceville                                                          | Gabon                                                                | 1 – 5                                                                | Marocco                                                              | Qual. Coppa d'Africa 2025                                            | -                                                                    |                                                                      |
| 20-3-2025                                                            | Franceville                                                          | Gabon                                                                | 3 – 0                                                                | Seychelles                                                           | Qual. Mondiali 2026                                                  | -                                                                    | 71’                                                                  |
| 23-3-2025                                                            | Nairobi                                                              | Kenya                                                                | 1 – 2                                                                | Gabon                                                                | Qual. Mondiali 2026                                                  | -                                                                    | 39’ 46’                                                              |
| Totale                                                               |                                                                      | Presenze                                                             | 26                                                                   |                                                                      | Reti                                                                 | 1                                                                    |                                                                      |

## Palmarès

### Club

#### Competizioni nazionali
- Campionato cipriota: 1

Arīs Limassol: 2022-2023
- Supercoppa di Cipro: 1

Arīs Limassol: 2023